# Al Levitt
Alan Levitt (New York, 11 november 1932 – Parijs, 28 november 1994) was een Amerikaanse jazzdrummer, die vooral werkte in Frankrijk.

## Biografie
Levitt studeerde bij Lennie Tristano en begon vanaf 1952 professioneel als jazzmuzikant te werken met o.a. Charles Mingus (Precognition, met Lee Konitz) en Stan Getz. In 1956 verhuisde hij naar Nederland en een jaar later naar Parijs. In 1958 keerde hij terug naar de Verenigde Staten, waar hij speelde met Jackie McLean en met de band van Lionel Hampton tijdens Europa- en Azië-tournees. Begin jaren 1970 speelde hij met Lee Konitz en Zoot Sims. In 1975 verhuisde hij weer naar Parijs, waar hij speelde met vooraanstaande Franse jazzmuzikanten en emigranten als Barney Wilen, Stéphane Grappelli en Martial Solal en doorreizende muzikanten als Chet Baker, Lee Konitz en Warne Marsh begeleidde. Tijdens de jaren 1980 speelde hij bij de Petits loups de Jazz en in het kwintet van Guy Lafitte. Op het gebied van de jazz was hij volgens Tom Lord tussen 1952 en 1994 betrokken bij 60 opnamesessies, ten laatste met Duke Jordan.

## Overlijden
Al Levitt overleed in november 1994 op 62-jarige leeftijd aan de gevolgen van een hersenbloeding.
- Bibsys: 5077471
- Bibliothèque nationale de France: cb138966060 (data)
- Gemeinsame Normdatei: 134609352
- International Standard Name Identifier: 0000 0000 7248 9221
- Library of Congress Control Number: n93048226
- MusicBrainz: 3717f1f9-b18b-424e-ad38-9aa7df3e4186
- Système universitaire de documentation: 156957337
- Virtual International Authority File: 88075944
- WorldCat: E39PBJqKd9jvm9xwHw7YBMtHYP